# Elecciones generales de Barbados de 1966
Las elecciones generales de Barbados de 1966 tuvieron lugar el jueves 3 de noviembre del mencionado año con el objetivo de configurar el Parlamento del país caribeño para el período 1966-1971. Los comicios se realizaron después de que se acordara la independencia formal de Barbados con respecto al Reino Unido y las instituciones surgidas de los comicios serían las primeras que tendría el país insular como estado soberano, asumiendo con la proclamación formal de la independencia unas pocas semanas después de los comicios, el 30 de noviembre de 1966. Fueron renovados los 24 escaños de la Cámara de la Asamblea por medio de escrutinio mayoritario plurinominal, con las once parroquias y la ciudad de Bridgetown ejerciendo como circunscripciones, las cuales eran representadas por dos escaños cada una, resultando elegidos los dos postulantes más votados por simple mayoría de votos. En base a la composición de la Cámara se invistió al primer ministro y jefe de gobierno, y fueron designados los 21 miembros del Senado, correspondiendo 12 al gobierno y 2 al liderazgo de la Oposición Oficial, con los 7 restantes designados a plena discreción del Gobernador General. La nominación de candidatos tuvo lugar el 18 de octubre, por lo que la campaña duró catorce días.
Errol Barrow, líder del Partido Democrático Laborista y último premier de la colonia, buscó un segundo mandato y asumir a su vez como primer jefe de gobierno del Barbados independiente. La elección se polarizó entre su partido y el Partido Laborista de Barbados, conducido por Grantley Herbert Adams, el primer premier electo barbadense (1953-1958) y ex primer ministro de la fracasada Federación de las Indias Occidentales (1958-1962). El Partido Nacional de Barbados, liderado por el alcalde de Bridgetown Ernest Mottley, restringió mucho su presencia electoral a la capital del país y sus alrededores, permitiendo la consolidación del bipartidismo entre demócratas y laboristas. Hubo algunos candidatos independientes y del Movimiento Popular Progresista, de Glenroy Straughn, con escasas posibilidades de éxito.
Beneficiado por las políticas económicas de bienestar impulsadas por su gobierno, así como la popularidad adquirida tras el acuerdo de independencia con el gobierno británico, el DLP obtuvo una amplia victoria con el 49,56% de los votos y 14 de los 24 escaños, reteniendo la mayoría absoluta en el Parlamento y garantizando la reelección de Barrow. A pesar de sufrir una segunda derrota, el BLP logró polarizar mejor las elecciones con respecto a las anteriores y recibió el 32,60% y 8 escaños, un crecimiento de tres bancas. Adams retornó al legislativo y asumió como el primer líder de la Oposición Oficial de la nación. Pese a que conservó por holgado margen las dos bancas correspondientes a Bridgetown y Mottley fue reelegido, el BNP se vio muy restringido en su representación y sus candidatos fuera de la ciudad se ubicaron últimos, precipitando la disolución del partido tras el retiro y fallecimiento de su líder a fines de la década. La participación creció de manera exponencial hasta el 79,70%, más de dieciocho puntos con respecto a 1961.
La independencia fue formalmente declarada el 30 de noviembre de 1966, con Barbados como un Reino de la Mancomunidad. Barrow se convirtió en primer ministro. Fueron las últimas elecciones realizadas con el uso de distritos plurinominales, que fueron reemplazados por circunscripciones uninominales convencionales por la ley electoral de 1971, la cual rige hasta la fecha. También fue la última vez hasta 1994 en la que un tercer partido tuvo candidatos electos en la Cámara de la Asamblea.

## Sistema electoral
El Parlamento de Barbados era entonces unicameral y estaba compuesto por una Cámara de la Asamblea elegida por voto popular, directo y secreto por medio de un sistema de escrutinio mayoritario plurinominal. Las once parroquias (St. Michael, Christ Church, St. Philip, St. George, St. John, St. Joseph, St. James, St. Andrew, St. Lucy, St. Peter, St. Thomas) y la ciudad de Bridgetown (separada del resto de St. Michael), actuaban como doce circunscripciones electorales representadas cada una por dos escaños en la Cámara. Los dos candidatos más votados en cada circunscripción resultaban electos como miembros del Parlamento por simple mayoría de votos, con el candidato más votado proclamado como «Miembro Senior» y el segundo como «Miembro Junior». Las normativas de entonces no estipulaban un límite de tiempo para el mandato parlamentario y la convocatoria a elecciones quedaba a discreción de la gobernación colonial. Sin embargo, desde la instauración del sufragio universal hasta la independencia se habían realizado elecciones cada cinco años, período que se vería constitucionalizado posteriormente.